# Strijkkwartet nr. 1 (Beethoven)
Het Strijkkwartet Nr. 1 in F groot, opus 18/1  is een vierdelige compositie voor strijkkwartet van Ludwig van Beethoven, die in 1799 voltooid werd en in 1800 gerevideerd. Qua ontstaan is dit kwartet het tweede binnen de volgorde van componeren van opus 18.Zie de  achtergrondinformatie.

## Ontstaan
De suggestie om dit kwartet als nummer 1 van het opus te nemen is afkomstig van de primarius van het Schuppanzigh-kwartet. De reden lijkt begrijpelijk. Het kwartet in F is het meest uitgebreide en in meerdere opzichten het meest grootse; binnen dit opus. het kwartet was ook altijd al de favoriet van het publiek.
De hoekdelen van dit kwartet zijn binnen het zestal van het opus het meest brilliant. Het tweede (langzame) deel is het enige dat in mineur staat en veruit het meest emotioneel. Het scherzo is het snelste en het meest extreem in harmonisch bereik t.o.v de andere scherzo in dit opus. Louis Spohr roemde dit opus 18 nr 1 als het ideale model voor het genre.
Alle oorspronkelijke handschriften van opus 18 zijn verloren gegaan behalve een vroege kopie aan een vriend van Beethoven (Amenda) van opus 18 nr 1 (eerste versie). Beethoven schreef zijn vriend die kopie niet aan anderen meer door te geven daar hij “nu pas geleerd had hoe een kwartet correct te schrijven”. Beethoven heeft voor de publicatie dus dit kwartet betrekkelijk ingrijpend gereviseerd (zie Kerman voor details). Mogelijk ligt hier een achtergrond dat sommigen het kwartet opus 18 nr 3 prefereren als meer natuurlijk en meer Beethoven.

## Delen
| opus 18/1 Strijkkwartet Nr 1 (Beethoven) | opus 18/1 Strijkkwartet Nr 1 (Beethoven) | opus 18/1 Strijkkwartet Nr 1 (Beethoven) | opus 18/1 Strijkkwartet Nr 1 (Beethoven) | opus 18/1 Strijkkwartet Nr 1 (Beethoven) | opus 18/1 Strijkkwartet Nr 1 (Beethoven) | opus 18/1 Strijkkwartet Nr 1 (Beethoven) |
| Opus                                     | deel                                     | Aanduiding                               | Maatsoort                                | Toonsoort                                | Duur                                     | Opmerking                                |
| ---------------------------------------- | ---------------------------------------- | ---------------------------------------- | ---------------------------------------- | ---------------------------------------- | ---------------------------------------- | ---------------------------------------- |
| 18/1                                     | I                                        | Allegro con brio 8 ¾ min                 | 3/4                                      | F                                        | ca 8' 45                                 |                                          |
|                                          | II                                       | Adagio affettuoso ed appassionata        | 9/8                                      | d                                        | ca 9' 23                                 |                                          |
|                                          | III                                      | Scherzo: Allegro molto - Trio            | 3/4                                      | F                                        | ca 3'18                                  | Trio gemaskeerd in des                   |
|                                          | IV                                       | Allegro                                  | 2/4                                      | F                                        | ca 6' 20                                 |                                          |

1. Pregnant hoofdmotief, waarvan opgesplitste delen het hele deel beheersen. Het tweede motief ontplooit zich nauwelijks. Dit is het deel dat het meest ingrijpend gereviseerd werd.
2. Weemoedig opstijgende vioolmelodie die tot steeds snellere versieringen opklimt; melodie wordt overgenomen door de cello. Zeer expressief. Volgens Karl Amenda zou Beethoven de grafscene van Romeo en Julia voor ogen gestaan hebben. (Wat merkwaardig zou zijn: de (romantische misschien zelfs sentimentele, in elk geval nauwelijks dramatische) muziek past hier qua sfeer eigenlijk juist helemaal niet bij).
3. Ontspanning in een vrolijk Scherzo
4. Wervelend spel met twee contrasterende thema’s (qua vorm sonate en rondo eigenschappen) leidt naar een finale vol bravoure en virtuositeit.

## Betekenis
Gravin Josephine von Deym meldt verrukt dat ze op 10 december 1800 een uitvoering in besloten kring door het Schuppanzighkwartet van dit kwartet (voor het gedrukt was) heeft mee gemaakt. Van dit opus 18 is dit altijd het meest populaire kwartet uit de set van zes geweest.
Kerman acht de kwartetten 1 en 2 als vergelijkbaar qua stand van -de zijns inziens nog niet ultieme- compositie-techniek. Beide ontbreekt het aan optimale afstemming op de expressie. In het eerste kwartet zocht Beethoven hartstocht en heftigheid. Bij het tweede kwartet zocht Beethoven een sfeer van volgehouden humor. Beide werken tonen een stoutmoedige vindingrijkheid en daarmee een nieuwe en grotere greep op het medium.

## Verder lezen
Joseph Kerman The Beethoven Quartets Oxford University Pres 1966 ISBN 0 19 315145 6 4e druk 1978
Vroege periode: No. 1 in F (opus 18.1) · No. 2 in G (opus 18.2) · No. 3 in D (opus 18.3) · No. 4 in c (opus 18.4) · No. 5 in A (opus 18.5) · No. 6 in Bes (opus 18.6)

Middenperiode: No. 7 in F (opus 59.1) · No. 8 in e (opus 59.2) · No. 9 in C (opus 59.3) · No. 10 (Harp) in Es (opus 74) · No. 11 (Serioso) in f (opus 95)

Late periode: No. 12 in Es (opus 127) · No. 13 in Bes (opus 130) · No. 14 in cis (opus 131) · No. 15 in a (opus 132) · Große Fuge (opus 133) · No. 16 in F (opus 135)